# India of Inchinnan

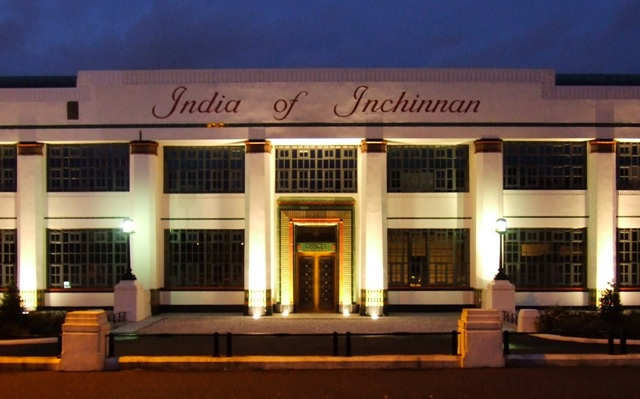
India of Inchinnan

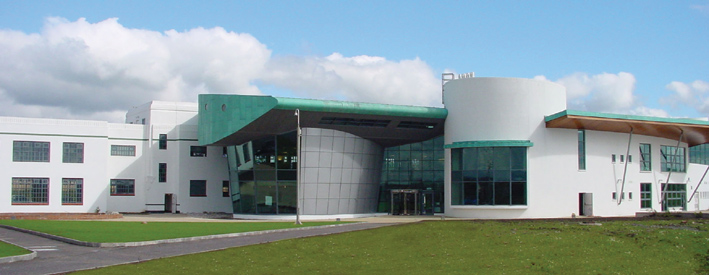
Rückseitige Anbauten neueren Datums

India of Inchinnan ist ein 1930 erstelltes Industriegebäude in der schottischen Stadt Inchinnan. 
1981 wurde das Bauwerk in die schottischen Denkmallisten in der Kategorie B aufgenommen, 1992 in die höchste Kategorie A.

## Geschichte
Das Unternehmen William Beardmore and Company begann gegen Ende des Ersten Weltkriegs an diesem Standort mit der Produktion von Luftschiffen. So wurde unter anderem das R34 dort gebaut. Die Produktion in Inchinnan wurde schließlich 1922 eingestellt. Gegen Ende der 1920er Jahre übernahm das Unternehmen India Tyres das Gelände. Sie beauftragten das Londoner Architekturbüro Wallis and Gilbert mit der Planung neuer Fertigungsgebäude. Die Arbeiten wurden 1929 aufgenommen und im Folgejahr beendet. Zur Eröffnung des Gebäudes kamen 6000 Besucher.
Anfangs waren 300 Arbeiter mit der Reifenproduktion beschäftigt. Die Zahl steigerte sich jedoch im Laufe der Geschichte drastisch auf bis zu 3000. 1981 wurde der Standort schließlich aufgegeben und das Gebäude stand lange Zeit leer. Nachdem einige Gebäude niedergerissen wurden, wurden rund 7 Mio £ zur Restaurierung bereitgestellt. Die Arbeiten wurden im Jahre 2003 abgeschlossen und ein Technologieunternehmen bezog die Gebäude. Bei den Scottish Design Awards im Jahre 2005 wurden die Arbeiten ausgezeichnet als die gelungenste Wiederverwendung eines historischen Gebäudes.

## Beschreibung
Das zweistöckige Gebäude liegt an der A8 direkt südlich von Inchinnan. Es wurde vom Architekturbüro Wallis, Gilbert and Partners im Stile des Art déco entworfen und zählt zu den wichtigsten erhaltenen Gebäuden dieses Baustils in Schottland. Entlang der langgezogenen Frontseite sind Fenster auf 15 vertikalen Achsen angeordnet, die durch wuchtige Pfeiler abgegrenzt werden. Der Stahlbetonbau ist mit verschiedenfarbenen Kacheln verziert. Zwischen den Stockwerken verläuft ein grünes Zierband. Die mittige Eingangstüre ist von buntgefließten Zierbändern eingefasst. Im Eingangsbereich sind Terrazzoböden zu finden. Oberhalb des Eingangs ist der Schriftzug India of Inchinnan zu lesen.